# Pepe el Ferreiro
José María Naveiras Escanlar, más conocido como Pepe «El Ferreiro» (Grandas de Salime, 31 de marzo de 1942 – Belmonte de Miranda, 13 de junio de 2020), fue un etnógrafo español, fundador y director del Museo Etnográfico de Grandas de Salime.

## Biografía
Nacido en Grandas de Salime en 1942, cursó estudios de enseñanza primaria. Trabajó como herrero en la fragua de su padre y desempeñó otras actividades relacionadas con la metalurgia, lo que le sirvió para adoptar el sobrenombre de El Ferreiro.
En 1977, en compañía de dos amigos, descubrió los primeros restos del castro de Chao Samartín, en el mismo concejo de Grandas de Salime, en cuyas campañas de excavaciones arqueológicas colaboró. En el año 1983 fundó el Museo Etnográfico de Grandas de Salime, que dirigió hasta su destitución en el año 2010 por parte del Patronato que lo gestionaba, surgiendo una plataforma de apoyo que reunió a más de cien asociaciones. Durante sus años al frente del espacio expositivo consiguió un gran reconocimiento para la institución, constituyendo una referencia museográfica, didáctica e investigadora en temas de etnografía. Tras su fallecimiento, en junio de 2020, la Consejería de Cultura, Política Llingüística y Turismo del Principado de Asturias ha resuelto que el Museo Etnográfico de Grandas de Salime lleve su nombre.
En 2011 se afilió al partido político Foro Asturias, siendo nombrado vocal del Consejo de Patrimonio Cultural del Principado de Asturias con el apoyo, también de Izquierda Unida y del Partido Popular. Fue miembro correspondiente del Real Instituto de Estudios Asturianos (RIDEA) y participó como ponente en jornadas etnográficas en Islas Canarias, Galicia, Navarra, Principado de Asturias y en otras ciudades extranjeras como Zúrich y Basilea. Fue coautor de varias publicaciones, incluidas las guías del propio Museo de Grandas de Salime, y colaborador ocasional del diario regional La Nueva España.
Destacó, dentro de su labor de divulgación, el comisariado de varias muestras sobre etnografía en el Teatro Campoamor de Oviedo, en la Feria Internacional de Clermont-Ferrand (Francia), en el Museo de Bellas Artes de Asturias y en la Federación de Sociedades Asturianas en La Habana (Cuba).

## Premios y reconocimientos
- 1985: Entrega de la medalla de la Universidad de Oviedo durante el desarrollo del Curso de Extensión Universitaria “Primeras Jornadas de Etnografía y Etnología”.

- 1991: Premio “Principado de Asturias de Turismo”, concedido por la Consejería de Industria Turismo y Empleo.

- 1992: Socio de Honor de la Asociación para la Defensa del Patrimonio Cultural de Asturias.

- 1998: Premio “Chosco de Oro” de Navelgas (Tineo).

- 2002: Reconocimiento “Asturiano del mes de enero”, por el periódico La Nueva España.

- 2002: Premio de Turismo “Tierra Verde”, concedido por la Asociación de Periodistas y Escritores de Turismo (ASPET).

- 2002: Reconocimiento del Coro de Navia con motivo de su 25º aniversario.

- 2002: Distinción del Centro Asturiano de Sevilla.

- 2002: Primer galardón "Pendiente de Oro”, concedido por la Asociación de Hostelería y Comercio de Grandas de Salime.

- 2004: Premio “Urogallo de Bronce”, concedido por el Centro Asturiano de Madrid.

- 2005: Premio "Primer Quijote de Asturias", concedido por la Hermandad de la Probe (Morcín).
- 2006: Premio "Verdes valles mineros", de la Fundación Marino Gutiérrez Suárez (La Felguera).
- 2008: Reconocimiento de la Federación de Asociaciones Turísticas del Occidente de Asturias.
- 2008: Premio "Terra viva" de San Tirso de Abres.
- Además, tiene otros reconocimientos otorgados por diversas instituciones de la península ibérica, así como el obsequio del Centro Asturiano de México.